# Volvo Viking
Volvo Viking — средне- и крупнотоннажный грузовой автомобиль, выпускавшийся шведским автопроизводителем Volvo Trucks в 1953—1973 годах.

## Volvo Viking
Автомобиль Volvo L385 Viking был представлен в 1953 году с грузоподъёмностью 3 тонны и поддерживающими колёсными парами. Изначально модель оснащалась двигателем внутреннего сгорания VDC от модели Volvo L245, но впоследствии автомобиль стал оснащаться двигателем внутреннего сгорания D67.

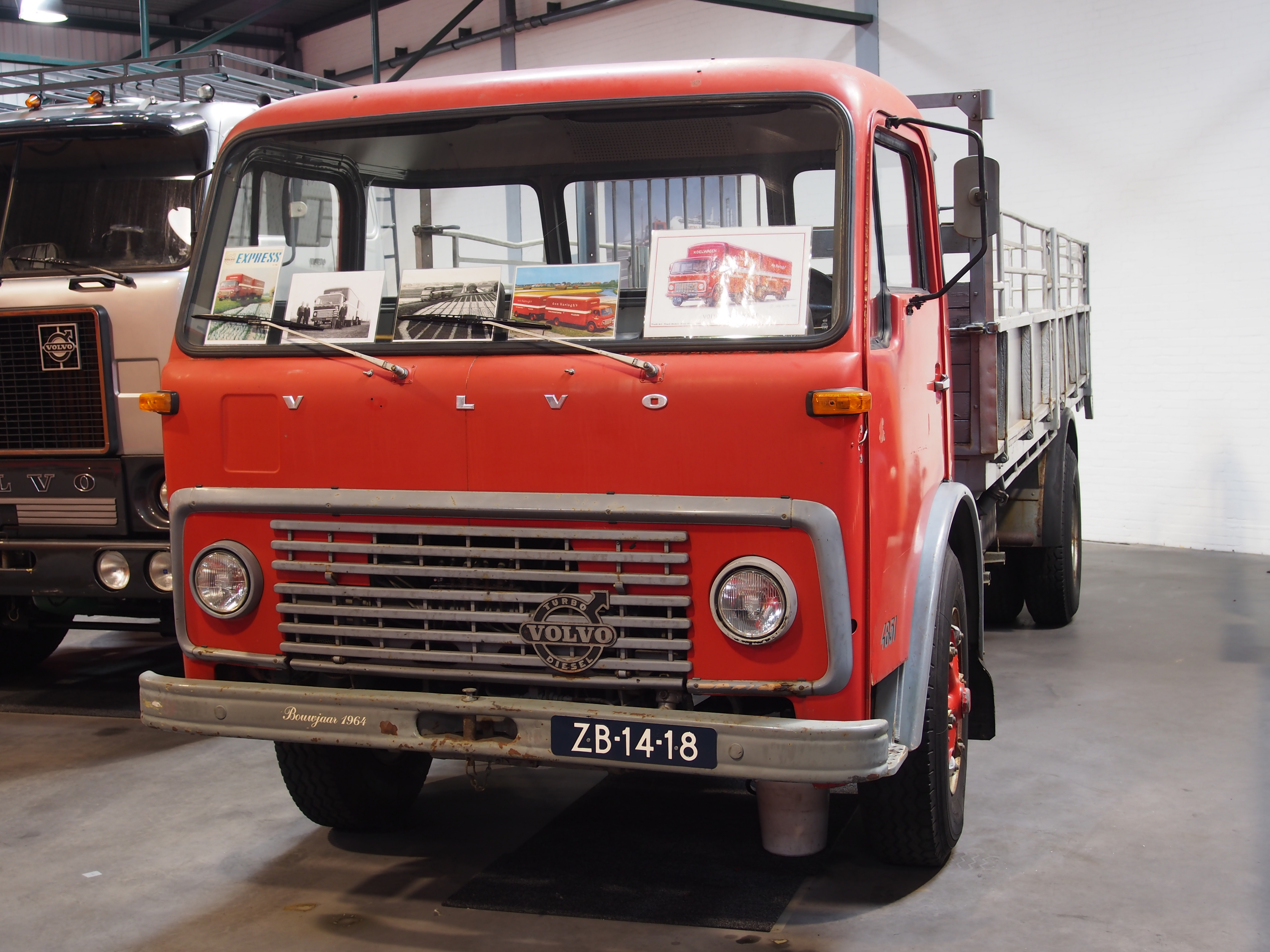
Volvo Viking Tiptop (4851), предшественник Volvo F86

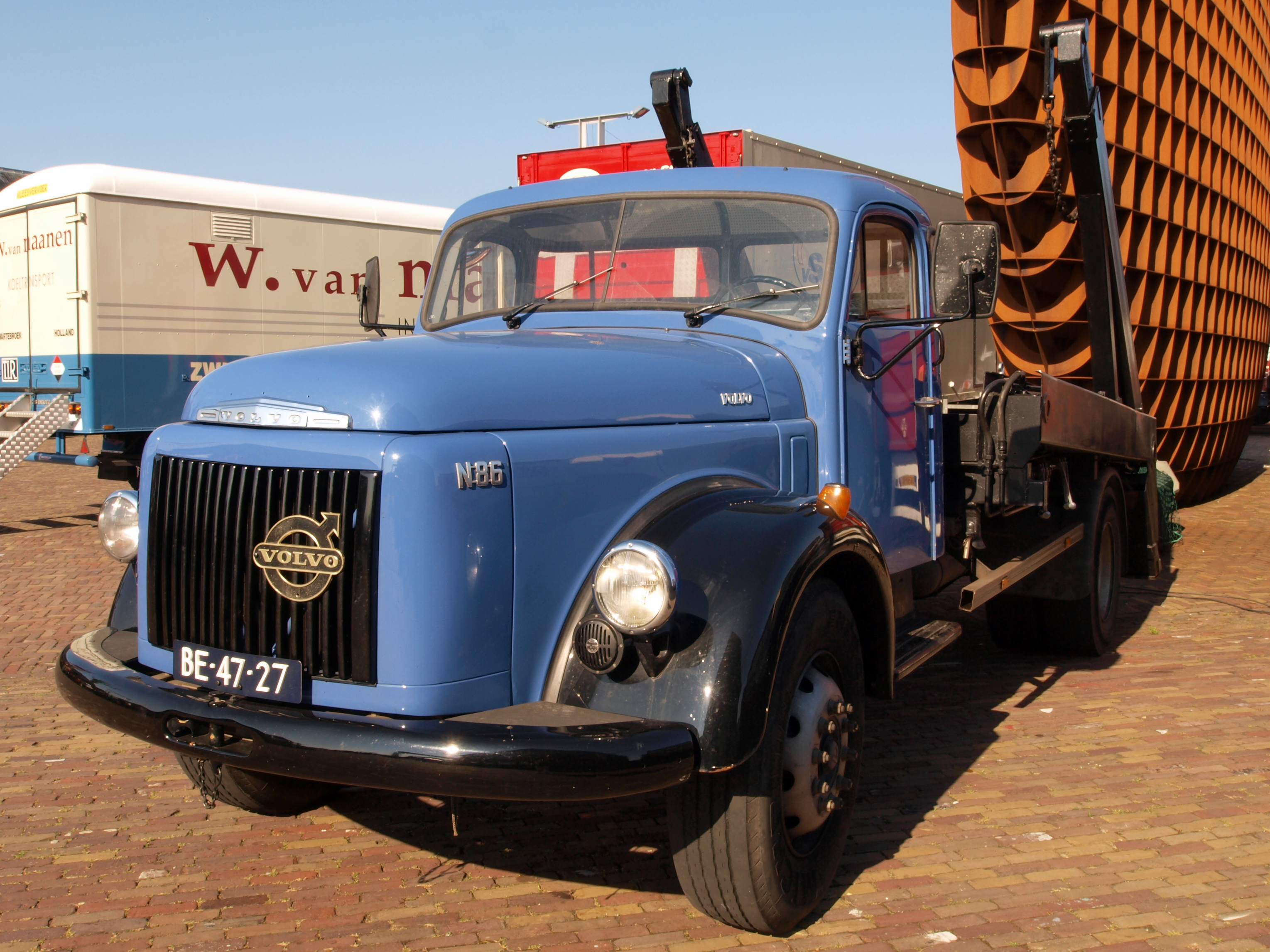
Volvo N86

В 1959 году автомобиль Volvo Viking был усовершенствован и получил название L485. С 1961 года автомобиль оснащался турбодизелем. В 1964 году компанией Volvo Trucks был представлен вариант L4851 Viking Tiptop с компоновкой «Кабина над двигателем». Через год её заменила модель Volvo F86.

## Volvo N86
Автомобиль Volvo N86 производился с 1965 года с восьмиступенчатой трансмиссией.

## Двигатели
| Модель   | Годы производства | Двигатель          | Объём    | Мощность            | Тип                                      |
| -------- | ----------------- | ------------------ | -------- | ------------------- | ---------------------------------------- |
| L385     | 1953—1954         | Volvo VDC: I6 ohv  | 6126 см3 | 100 л. с. (74 кВт)  | Дизельный двигатель внутреннего сгорания |
| L385-485 | 1955—1965         | Volvo D67: I6 ohv  | 6724 см3 | 125 л. с. (92 кВт)  | Дизельный двигатель внутреннего сгорания |
| L485     | 1961—1965         | Volvo TD67: I6 ohv | 6724 см3 | 150 л. с. (110 кВт) | Tурбодизель                              |
| N86      | 1965—1973         | Volvo D70: I6 ohv  | 6724 см3 | 150 л. с. (110 кВт) | Дизельный двигатель внутреннего сгорания |
| N86      | 1965—1973         | Volvo TD70: I6 ohv | 6724 см3 | 210 л. с. (154 кВт) | Tурбодизель                              |